# 溢血財產
《溢血財產》（IPA讀音：/harˈta bərˈdarah/）是荷屬東印度（今印度尼西亞）友聯影業於1940年底推出的一部黑白動作片。這部電影由拉登·阿里芬和R·胡（R Hu）執導，沙倫擔任編劇，由宗德爾（Zonder）和蘇拉斯特里（Soelastri）主演。故事講述一個年輕男子成功說服一個吝嗇的哈吉慷慨解囊，投身公益，並與他的女兒結為夫妻。
《溢血財產》在開齋節假期上映，宣傳廣告形容這是一部「場面壯觀的印度尼西亞動作猛片」。宗德爾本身是馬來武術好手，蘇拉斯特里也是一個著名的格朗章歌手，他們都在電影裏展示了自己的才能。本片獲得外界的好評，報章上的評論也讚賞了演員的演技。本片至少上映到1944年，但如今很可能和同期製作的東印度群島電影一樣，消失在歷史長河中。

## 劇情
馬占（Mardjan，烏江飾）受地主哈吉·杜拉赫曼（Hadji Doerachman，穆薩飾）的委託，向蘇卡沙里（Soekasari）村村民追討佃租，要是他們交不起租，就強行把他們趕走。雖然杜拉赫曼知道馬占的所作所為，他的女兒阿蒂卡（Atikah，蘇拉斯特里飾）也勸他出面制止，但是他始終無動於衷。
之後，馬占和手下人把阿斯瑪迪（Asmadi）、他妻子芝芝（Tjitjih），還有他患病的母親趕走，途中遇到阿斯瑪迪的反抗，於是馬占便出手打他，然後把他禁錮。與此同時，年輕男子拉赫瑪特（Rachmat，宗德爾飾）到蘇卡沙里村探望姑母。聽到馬占怎樣驅趕村民之後，他在杜拉赫曼的家裏找到馬占和手下，想制止他們的行為，並與他們發生打鬥，結果拉赫瑪特不費吹灰之力，把他們一一打倒，馬占他們也不得不按照他的意思，把阿斯瑪迪放走。拉赫瑪特回到姑母家，阿斯瑪迪也回來了，卻發現母親被趕走後，沒多久就去世了。他發誓要為母親報仇。
一天，拉赫瑪特聽到一聲尖叫，原來阿蒂卡看到了一條蛇，大受驚嚇，當場昏倒。拉赫瑪特把她救了回來，雖然他假裝這樣做只是為了接近她父親，但是阿蒂卡恢復意識之後，還是感謝了他。之後，他們開始投身社會工作，也愛上了彼此。但是，杜拉赫曼不同意他們交往，也不願意出資協助他們的工作，阿蒂卡只好拿出積蓄，變賣亡母的珠寶，為農村建設籌募經費。後來，馬占聽到他們坐在一起唱情歌之後，便慌慌忙忙地來到杜拉赫曼的寓所，聲稱拉赫瑪特接近杜拉赫曼，只是為了侵吞他的家產，還說要把阿蒂卡娶回來。他也要求準備離開的杜拉赫曼在一封信上蓋印。目不識丁的杜拉赫曼不但相信了他，還一一答應他的要求。
杜拉赫曼和馬占籌備婚禮，同時不讓阿蒂卡出門。拉赫瑪特一聽到馬占要娶阿蒂卡回來，就來到杜拉赫曼的府上，打敗馬占和他的手下，然後帶杜拉赫曼參觀他和阿蒂卡幫忙建設的農村。杜拉赫曼一方面見識了農村的建設進展，另一方面又發現那邊的村民很尊重他，而不是畏懼他，因為這村子就是以他的名義捐建的。現在他意識到，自己以前只顧賺錢的態度不是幸福的鑰匙，還不如慷慨解囊，支援公益事業。
接着，兩人在阿斯瑪迪的陪伴下，回到杜拉赫曼的寓所，卻發現馬占和手下人優哉游哉的在他家的門前坐了下來。杜拉赫曼向馬占搭話，這才發現之前馬占讓他蓋印，才是為了霸佔他的家產。聽罷，拉赫瑪特和阿斯瑪迪怒不可遏，於是拉赫瑪特和馬占打起來，阿斯瑪迪也和馬占的手下人大打出手，激起了一場漫長的刀戰。結果，馬占的腳卡在路軌上，被火車撞死。現在財富再一次回到了杜拉赫曼的手上，他很是高興，便把那封信撕毀。最後他還准許阿蒂卡和拉赫瑪特結婚。

## 製作

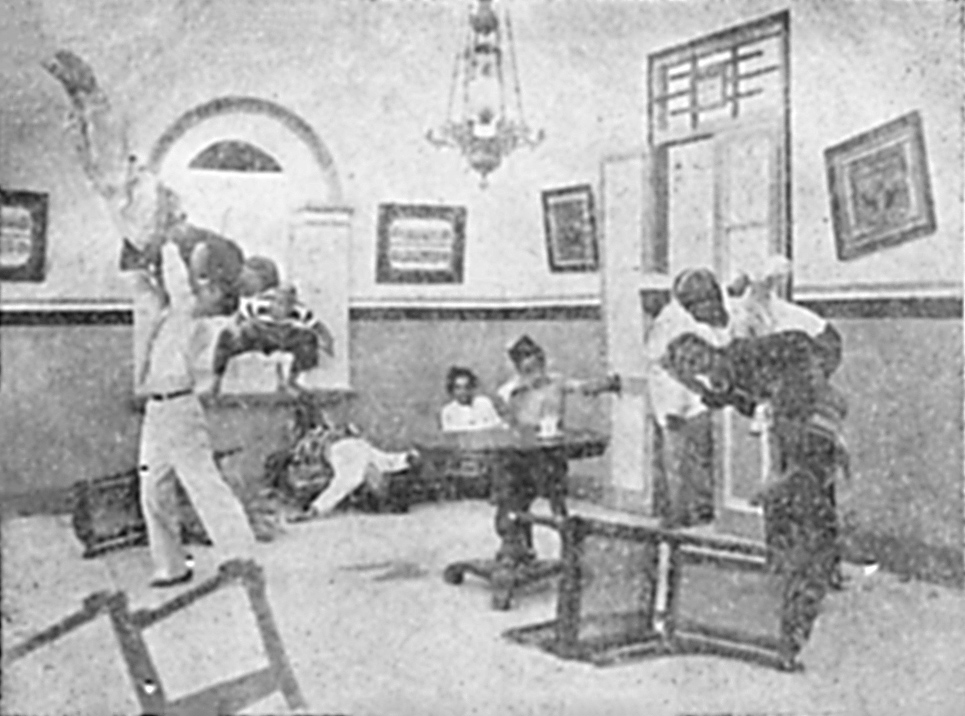
宗德爾精通武術，在本片中飾演拉赫瑪特一角；上圖顯示的是拉赫瑪特和馬占的手下打鬥的情景。

友聯影業是華裔商人翁福林和蔡馬俊在1940年成立的製片廠，並於同年推出第一部作品《微笑的面具》，結果大獲成功。之後該片的導演楊安然（Jo An Djan）離巢，轉投大眾電影（Populair's Film），而R·胡、拉登·阿里芬和沙倫則加盟友聯，並在《溢血財產》的製作過程中發揮關鍵的作用。這部電影由胡和阿里芬執導，是他們首部執導作品，編劇一職則由沙倫擔任，他以前曾為其他公司撰寫賣座電影《月光曲》（1937年）和《法蒂瑪》（1938年）的劇本。阿里芬認為，友聯聘請他們，是為了實現公司的抱負：吸引受過教育的土著觀眾觀看他們製作的電影。
《溢血財產》由宗德爾和蘇拉斯特里主演，其他演員還包括穆薩（Moesa）、烏江（Oedjang）、烏斯曼（Oesman）、哈侖（Haroen）、阿卜杜拉（Abdullah）和R·S·法蒂瑪（RS Fatimah），當中不少演員（例如蘇拉斯特里和法蒂瑪）參演過《微笑的面具》，而剛加入友聯的穆薩以前也為其他公司拍過電影。宗德爾精通馬來武術，這是他第一次參演電影；蘇拉斯特里的藝名是「寧小姐」（Miss Ning），是一位著名的格朗章歌手。他們都在電影裏展示了自己的才能。雨果·仲馬（Hugo Dumas）的甜爪哇樂團負責為電影配樂，K·H·戚（KH Tjit）則負責拍攝本片。

## 發行與反響
《溢血財產》在1940年10月底開齋節假期期間上畫。報章有時用荷蘭文片名稱呼這部電影，廣告則標榜這是一部「場面壯觀的印度尼西亞動作猛片。」後來總部位於日惹的考爾夫-比寧出版社（Kolff-Buning）把這部電影改編為小說，予以出版發行，同時把本片好幾幅劇照保存下來。
本片獲得外界的好評。《東印度報》一篇匿名影評指出，這部電影雖然簡單，但是對白有力，而且不失幽默，是一部好電影。另一篇在《泗水商報》刊登的影評也給予了積極的評價，並表示在以前的本地電影中，總是能夠看到「一群形象呆板，動作生硬，口齒不清的人物角色」，但是這部電影並非如此，而是一部「無論是印尼人，還是歐洲人」都會欣賞的電影。

## 後續
《溢血財產》面世後，友聯影業又製作了五部電影，其中四部是胡或者阿里芬執導的作品。沙倫則為其中三部電影撰寫劇本，他在1941年完成《女人與鬥士》的劇本之後轉投星辰影業。多名參演本片的演員之後也繼續為友聯效力；友聯下一部作品《用性命償還》在1941年上映，宗德爾和蘇拉斯特里也參與演出。友聯最終在1942年3月日軍入侵荷屬東印度之後結業。
《溢血財產》至少放映到了1944年7月，但如今很可能已经散佚。荷属东印度的电影胶卷以非常易燃的硝化纤维制成，1952年印尼國家電影製片廠的仓库失火，大部分物品毀於一旦，後來為了消除火災隱患，所有存放老電影的硝化纖維膠片都被銷毀。因此，美国视觉人类学家卡尔·G·海德推论，所有在1950年前制作的印尼电影均已散失。不过，J·B·克里斯坦托（J.B. Kristanto）在《印尼电影目录》中表示，印尼电影资料馆把好几部荷属东印度电影保存下來。印尼電影史學家米斯巴赫·尤薩·比蘭还指出，荷兰政府新闻处收藏了几部日本宣传电影，使之留存至今。

## 備註
1. ↑  故事大綱根據考爾夫-比寧出版社出版的同名電影改編小說改寫而成，演員表則從《全景》週報的報導得出[2]。
2. ↑  原文：
3. ↑  原文：
4. ↑  原文：

## 腳註
1. ↑  翁锡辉 1993，第77頁.
2. ↑  Panorama, Harta Berdarah.
3. ↑  Biran 2009，第232–33頁.
4. 1 2  Filmindonesia.or.id, Harta Berdarah.
5. ↑  Filmindonesia.or.id, Saeroen.
6. ↑  Biran 2009，第245頁.
7. 1 2  Filmindonesia.or.id, Kredit Lengkap.
8. ↑  Filmindonesia.or.id, Kedok Ketawa.
9. ↑  Filmindonesia.or.id, Moesa.
10. ↑  Saeroen 1940，第6, 16頁.
11. 1 2 3 4  De Indische Courant 1940, Filmnieuws.
12. ↑  Soerabaijasch Handelsblad 1940, (untitled).
13. ↑  Saeroen 1940.
14. ↑  Soerabaijasch Handelsblad 1940, City.
15. ↑  Biran 2009，第233頁.
16. ↑  Biran 2009，第263頁.
17. ↑  Biran 2009，第234頁.
18. ↑  Filmindonesia.or.id, Bajar dengan Djiwa.
19. ↑  Biran 2009，第319, 332頁.
20. ↑  Tjahaja 1944, (untitled).
21. ↑  Biran 2012，第291頁.
22. ↑  Heider 1991，第14頁.
23. ↑  Biran 2009，第351頁.

## 外部連結
- 互联网电影数据库（IMDb）上《溢血財產》的资料（英文）